# 佐藤昭郎

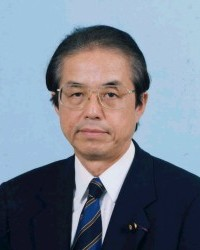

佐藤 昭郎（さとう あきお、1943年2月10日 - ）は、自由民主党の元参議院議員（2期）。広島県生まれ。青森県立弘前高等学校、東京大学農学部農業工学科卒業。血液型はB型。
1966年、農林水産省入省。北陸農政局長や構造改善局次長を歴任。1998年の第18回参議院議員通常選挙に全国土地開発事業団を支持団体として比例区より出馬し当選。第1次小泉内閣第1次改造内閣では防衛庁長官政務官をつとめた。政治家の年金未納問題では1年7か月分が未納だった。
2010年の第22回参議院議員通常選挙には出馬せず、引退。